# Trúc Liên Bang
Trúc Liên Bang (Tiếng Hoa: 竹聯幫; Pinyin: Zhulianbang) là nhóm tội phạm lớn nhất trong bốn nhóm tội phạm trực thuộc Hội Tam Hoàng tại Đài Loan khoản 20.000 thành viên hoạt động tại Đài Loan cũng như hải ngoại. Trúc Liên Bang nổi tiếng do có dính líu trực tiếp tới chính trị từ đầu những năm 1980 (ảnh hưởng của họ tới Quốc Dân Đảng Trung Quốc, đảng cầm quyền tại Đài Loan). Nguyễn Cao Chung, kẻ sát hại nhà văn Lưu Hoàn Lương (Henry Liu) tại California vào năm 1984 bị bắt tại Đài Loan vào năm 1984 và bị kết án tù chung thân. Án phạt của Nguyễn Cao Chung sau đó được giảm xuống còn 7 năm. Sau khi được tự do hắn đã bay sang Campuchia sống ẩn dật. Lĩnh vực hoạt động của Trúc Liên Bang bao gồm: đòi nợ thuê, giết người theo hợp đồng, cho vay nặng lãi, hối lộ, cờ bạc, lừa đảo‚tống tiền bắt cóc, ám sát, sản xuất ma túy‚buôn lậu ma túy, buôn bán người ‚buôn bán vũ khí,...

## Lịch sử
Trần Khải Lễ, còn được gọi là "Áp bá tử" (ngỗng chúa), sinh ra tại tỉnh Giang Tô, Trung Quốc. Năm 1949, ông ta cùng bố mẹ đến Đài Loan và nhập cư tại thôn Khuyên. Khi đó, xung đột giữa những người dân bản địa và dân nhập cư vô cùng kịch liệt.
Khi còn đi học tại trường địa phương, Trần Khải Lễ đã nhiều lần va chạm với các học sinh người bản địa.
Năm 1952, ông ta bỏ học và chính thức bước chân vào con đường xã hội đen khi gia nhập vào bang hội của 2 tên Chu Tân Đức và Chu Dung.
Năm 1956, bang chủ Tôn Đức Bồi bang "Trung Hòa" do đã "mạnh tay" giết chết một tên đại ca của một băng nhóm khác khiến y bị bắt và phải ngồi tù. Sau khi đại ca bị bắt, bang "Trung Hòa" hỗn loạn như rắn mất đầu.
Triệu Ninh Tập, một trong những nhân vật thân tín của Tôn Đức Bồi đã tập trung lại băng nhóm và quyết định thành lập ra "Liên minh Trúc Lâm" (gọi tắt là "Trúc Liên bang"). Khi đó, bang này đã thành lập ra 5 chi nhánh, mỗi chi nhánh được gọi là "Áp", và Trần Khải Lễ chính là thành viên của một trong 5 "Áp" của bang phái này.
Năm 1962, một băng nhóm lớn khác của Đài Loan là "Tứ Hải bang" bị chính quyền địa phương truy quét mạnh. Trần Khải Lễ đã nhân cơ hội này đưa tay chân của mình thực hiện một kế hoạch thôn tính táo bạo. Toàn bộ địa bàn hoạt động trước đây của "Tứ Hải bang" đều bị chúng chiếm lĩnh.
Tháng 4/1968, "Trúc Liên bang" tổ chức một cuộc họp lớn với sự tham gia của gần hết các ông trùm trong bang tại núi Âm Dương, và chính tại cuộc họp này, Trần Khải Lễ chính thức được đưa lên vị trí tối thượng của bang. Kể từ đó, băng "Trúc Liên" dưới sự dẫn dắt của Trần Khải Lễ không ngừng lớn mạnh và nhanh chóng được giới giang hồ Đài Loan gọi là "Thiên hạ đệ nhất bang".